# Cyrtandra hufnagelii
Cyrtandra hufnagelii là một loài thực vật có hoa trong họ Tai voi. Loài này được Reinecke mô tả khoa học đầu tiên năm 1898.